# 전국작물보호제유통협회
전국작물보호제유통협회는 농약 기술정보교환, 유통질서확립, 안전사용 지도사업 등을 전개함을 목적으로 1990년 1월 20일 설립된 대한민국 농림축산식품부 소관의 사단법인이다. 사무실은 대전광역시 유성구 왕가봉로 24번길 10, 대광빌딩 5층에 있다.

## 주요 사업
- 농약안전사용 및 관리에 관한 계몽사업
- 농약관리자 및 수취자에 대한 교육 및 우수농약의 홍보 및 알선
- 농약유통구조에 관한 질서확립 및 국내외 기술정보 교환, 홍보
- 정부의 농약정책에 관한 협조 및 지도, 계몽, 홍보사업
- 기타 식량의 안정적 생산 및 농가소득 사업
- 정부가 위임하는 사업의 수행